# سانشو الأول ملك البرتغال
سانشو الأول (بالبرتغالية: Sancho I de Portugal)؛ النطق البرتغالية: sɐʃu؛ 11 نوفمبر 1154 - 26 مارس 1212)؛ كان ملك البرتغال والثاني أبناء الذكور على قيد الحياة والرابع ابن لأفونسو الأول من البرتغال وزوجته مود من سافوي، سانشو خلف والده في 1185 وأيضا استخدم لقب‘‘‘ملك شلب‘‘‘ من 1189 حتى 1191 عندما فقد الإقليم للموحدون.

## سنوات قبل حكمه
عام 1170 تم ترقيته من قبل والده ملك أفونسو الأول ومنذ ذلك الحين أصبح الرجل الثاني في القيادة، سواء إدارياً أو عسكرياً، وفي ذلك الوقت كان استقلال البرتغال (أُعلن في عام 1139 ميلادية)؛ ولكن ملوك ليون وقشتالة حاولوا إعادة المناطق البلاد إليهم، والكنيسة الكاثوليكية الرومانية كانت متأخرة في إعطاء موافقتها، ونظراً لهذا الوضع أفونسو واضطر إلى البحث عن حلفاء داخل شبه الجزيرة الايبيرية، فقدمت البرتغال تحالفاً مع تاج أراغون وقاتلوا معا قشتالة وليون، ولضمان الاتفاق إنفانتي سانشو تزوج في عام 1174 من انفانتا دولسي من أراغون الشقيقة الصغرى لملك ألفونسو الثاني من أراغون، وبالتالي كانت أراغون أول دول الايبيرية اعترافاً باستقلال البرتغال.

## سنوات حكمه
مع وفاة أفونسو الأول في العام 1185 أصبح سانشو الأول الملك الثاني للبرتغال، كانت كويمبرا مركز مملكته؛ سانشو إنهاء الحروب مرهقة وغير مجدية عموماً ضد جيرانه من أجل السيطرة على جليقية الحدودية، بدلاً من ذلك التفت الانتباه إلى الجنوب نحو ممالك أندلسية صغيرة (التي تسمى ملوك الطوائف) والتي كانت لا تزال مزدهرة، مع مساعدة الصليبيين استطاع فتح شلب في 1189، كانت شلب مدينة مهمة في الجنوب، وبلدة الإدارية والتجارية مع تقديرات السكان حوالي 20,000 نسمة، أمر سانشو بتحصين المدينة وبنيت القلعة التي هي اليوم النصب هام في التراث البرتغالي، ومع ذلك سرعان ما وجه اهتمامه مرة أخرى إلى الشمال، بعد أن هدد ليون وقشتالة مرة أخرى الحدود البرتغالية، وبذلك خسر شلب مرة أخرى بحيث تم إستعادها من قبل الموحدين من جديد في عام 1191.

## الإرث
سانشو الأول كرس الكثير من حكمه في التنظيم السياسي والإداري للمملكته جديدة، حيث تراكمت لديه ثروة وطنية، بدعم الصناعات الجديدة ودعم الطبقة الوسطى من التجار، وعلاوة على ذلك إنشاء العديد من بلدات وقرى جديدة (مثل جواردا سنة 1199 ) وثم تولى عناية كبيرة في ملء هذه المناطق النائية من المناطق المسيحية في الشمال البرتغال، وخاصة من الفلمنجيون والبورغندين - وبالتالي حصل على لقب "Populator" (الشعبي)؛ وأيضا كان مولعاً للمعرفة والأدب، فـ سانشو كَتَبَ عدة من قصائد واستخدام أيضا الكنز الملكي لإرسال الطلاب البرتغاليين إلى الجامعات الأوروبية.

## روابط خارجية
- سانشو الأول ملك البرتغال على موقع الموسوعة البريطانية (الإنجليزية)
- سانشو الأول ملك البرتغال على موقع ميوزك برينز (الإنجليزية)